# あなたの世代へくちづけを
「あなたの世代へくちづけを」（あなたのせだいへくちづけを）は、日本の女性歌手、観月ありさの8枚目のシングル。

## 解説
- 前作に引き続き、小室哲哉プロデュースによる楽曲。で、自身が主演したフジテレビ系ドラマ『ヘルプ!』の主題歌。
- 観月にとって、オリコンシングルチャート・トップ10入りした最後のシングルである。
- シングル制作の際にはキーを下げて歌唱されたが、後にキーを上げたバージョンが再レコーディングされ、『ARISA'S FAVORITE 〜T.K. SONGS〜』に収録された。
- 累計13万枚超え。

## 収録曲
1. あなたの世代へくちづけを
作詞・作曲：小室哲哉　編曲：久保こーじ
フジテレビ系ドラマ『ヘルプ!』主題歌。
2. ある日 ある朝 恋人は
作詞：小室哲哉　作曲・編曲：久保こーじ
3. あなたの世代へくちづけを（オリジナル・カラオケ）

## 収録アルバム
- CUTE
- FIOREⅡ Alisa Mizuki Best Song Collection
- HISTORY～ALISA MIZUKI COMPLETE SINGLE COLLECTION～
- VINGT-CINQ ANS